# Jack Noseworthy
Jack Noseworthy, född 21 december 1964 i Lynn, Massachusetts, är en amerikansk skådespelare.

## Filmografi i urval
- 1993 – Alive
- 1996 – Barb Wire
- 1996 – Mojave Moon
- 1997 – Breakdown
- 1997 – Event Horizon
- 1999 – Idle Hands
- 2002 – U-571
- 2002 – Undercover Brother
- 2002 – Vem sköt Victor Fox?
- 2009 – Surrogates
- 2014 – Julia

## Fotnoter
1. ↑  Internet Broadway Database, Internet Broadway Database person-ID: 79571, läst: 9 oktober 2017.[källa från Wikidata]